# Kanton Captieux
Der Kanton Captieux war bis 2015 ein französischer Wahlkreis im Arrondissement Langon, im Département Gironde und in der Region Aquitanien; sein Hauptort war Captieux.
Der sechs Gemeinden umfassende Kanton war 250,41 km² groß und hatte 2071 Einwohner (Stand: 2012).

## Gemeinden
| Gemeinde                  | Einwohner | Code postal | Code Insee |
| ------------------------- | --------- | ----------- | ---------- |
| Captieux                  | 1503      | 33840       | 33095      |
| Escaudes                  | 167       | 33840       | 33155      |
| Giscos                    | 171       | 33840       | 33188      |
| Goualade                  | 77        | 33840       | 33190      |
| Lartigue                  | 41        | 33840       | 33232      |
| Saint-Michel-de-Castelnau | 216       | 33840       | 33450      |

## Bevölkerungsentwicklung
| 1962 | 1968 | 1975 | 1982 | 1990 | 1999 |
| ---- | ---- | ---- | ---- | ---- | ---- |
| 2257 | 2665 | 2504 | 2478 | 2378 | 2175 |